# Svartgölen (Månsarps socken, Småland)
Svartgölen är en sjö i Jönköpings kommun i Småland och ingår i Motala ströms huvudavrinningsområde. Sjöns area är 0,007 kvadratkilometer och den befinner sig 207 meter över havet.